# 竹内將人
竹内 將人（たけうち まさと、1994年11月24日 - ）は日本の俳優である。キューブ所属。私立上智福岡中学校・高等学校、東京藝術大学、英国王立音楽院（修士課程）ミュージカル科を卒業。

## 略歴
1994年11月24日、福岡県に生まれる。1997年にコミュニケーション力を養うため両親が劇団ひまわり福岡に入所させ、主に博多座に子役として出演し、歌舞伎から現代劇、喜劇と幅広いジャンルの舞台に出演した。
2007年夏、劇団四季『ライオンキング』のオーディションに参加し、2008年1月6日に福岡公演（第2期）の開幕キャストとして出演した。当時、同役のキャストのデビューが間に合わず、最初の1週間はシングル・キャストだった。開幕2か月頃から声変わりが始まり、3か月で卒業した。
2017年3月、東京藝術大学声楽科を卒業。
その後ニューヨークで3か月間英語を学び、渡英。約3か月個人レッスンを積み、英国王立音楽院修士課程ミュージカル科へ進学した。
2019年11月、当時ロンドンへ留学していたウエンツ瑛士との二人芝居「Misao and Eitaro」を経験する。この作品は二人のために書き下ろされた作品である。経費は全て自腹だったという。
卒業・帰国し「レ・ミゼラブル」のオーディションでマリウス役に合格。
舞台を中心に活躍している。
2021年5月17日、音楽グループ「Gen・Rin」を結成。。

## 出演

### 舞台

#### 子役時代
- 細雪（2003年、博多座）
- 西太后（2004年6月2日 - 24日、博多座）
- 助六（博多座）
- おもろい女（2006年、博多座）
- 劇団四季『ライオンキング』福岡公演（2008年1月6日 - 4月、福岡シティ劇場） - ヤングシンバ 役[3]
- 博多座開場10周年記念 博多座陽春特別公演『三次とお玉の恋物語』（2009年4月1日 - 25日、博多座） - 多助 役[4]
- 劇団ひまわり夏の本公演『ロミオとジュリエット』福岡公演（2009年） - 主演・ロミオ 役

#### イギリス
- ミュージカル『メリリー・ウィー・ロール・アロング』（2018年、英国王立音楽院） - チャーリー 役
- ミュージカル『ハロー アゲイン』（2018年、英国王立音楽院） - 若い男 役
- ミュージカル『シティー オブ エンジェルズ』（2019年、英国王立音楽院） - ジミー・パワー 役
- 二人芝居『Misao & Eitaro』（2019年11月4日 - 5日、Drayton Arms 劇場） - Misao 役[5]

#### 帰国後
- ミュージカル『アナスタシア』（2020年3月1日 - 28日: 東急シアターオーブ、4月6日 - 18日: 梅田芸術劇場メインホール） - イポリトフ伯爵 役（一部公演のみ）[6]
- ミュージカル『レ・ミゼラブル』（2021年5月21日 - 7月26日: 帝国劇場、8月4日 - 28日: 博多座、9月6日 - 16日: フェスティバルホール、28日 - 10月4日: まつもと市民芸術館） - マリウス 役[7]
- ミュージカル『GREY』（2021年12月16日 - 26日、俳優座劇場） - 羽生金銀 役[8]
- シアタークリエ2022年公演『ピアフ』（2022年2月24日 - 3月18日、シアタークリエ / 3月25日 - 28日、森ノ宮ピロティホール / 4月1日 - 10日、博多座） - イヴ・モンタン 役[9]
- ミュージカル『ガイズ&ドールズ』（2022年6月9日 - 7月9日、帝国劇場 / 7月16日 - 29日、博多座） - ベニー・サウスウエスト 役[10]
- ミュージカル『She Loves Me』（2023年5月2日 - 30日、シアタークリエ / 6月3日・4日、東大阪市文化創造館 Dream House 大ホール / 6月8日 - 10日、御園座） - アルパッド・ラズロ 役
- ミュージカル『ヴィンチェンツォ』（2023年）- チャン・ハンソ 役
- ミュージカル『のだめカンタービレ』（2023年）- 黒木泰則 役
  - ミュージカル『のだめカンタービレ』シンフォニックコンサート！（2025年9月6日・7日〈予定〉、Taipei Music Center / 9月13日 - 15日〈予定〉、東京ガーデンシアター）[11]
- ミュージカル『王様と私』（2024年4月9日～30日、日生劇場）- ルンタ 役
- ミュージカル『ダブリンの鐘つきカビ人間』（2024年7月3日 - 10日、東京国際フォーラム ホールC / 7月20日 - 29日、COOL JAPAN PARK OSAKA WWホール） - 天使 役[12]
- ミュージカル『Bye Bye My Last Cut』（2024年11月1日 - 5日、Mixalive TOKYO Theater Mixa）[13]
- ミュージカル『ケイン&アベル』（2025年1月22日 - 2月16日、東急シアターオーブ / 2月 - 3月、新歌舞伎座） - リチャード・ケイン 役[14][15]
- ミュージカル『原点再起』（2025年3月13日 - 15日、CBGKシブゲキ!!） - そうし 役[16]
- ソングサイクルミュージカル『songs for a new world』（2025年7月22日 - 24日〈予定〉、浅草九劇）[17]
- 坂本冬美特別公演（2025年10月10日 - 31日〈予定〉、新歌舞伎座）[18]

### ライブ・イベント
- セ・パ交流戦 福岡ソフトバンク vs 読売ジャイアンツ 開会式国家独唱（2017年）
- INFINITY∞2020 -可能性は無限大-（2020年11月28日、吹田市文化会館メイシアター 中ホール）[19]
- BROADWAY MUSICAL LIVE 2021 ～やっぱりミュージカルは楽しい！～（2021年11月13・14日、東京建物BrilliaHALL）
- Yuichiro & Friends 2（2025年11月29日・12月2日・5日〈予定〉、シアタークリエ / 12月12日・14日〈予定〉、梅田芸術劇場 シアター・ドラマシティ / 12月20日〈予定〉、COMTEC PORTBASE / 12月25日〈予定〉、シアター1010）[20][21]

### テレビ番組
- キソ英語を学んでみたら世界とつながった。（2021年4月 - 、NHK教育テレビジョン)  - レギュラー出演 Masa 役[22][23]
- 関ジャム 完全燃SHOW（2022年9月18日）

### テレビアニメ
- テレビアニメ『クラシカロイド』挿入歌『皇帝の美学』（2016年11月5日 第1シリーズ第5話、2017年11月4日 第2シリーズ第5話、2018年1月27日 第2シリーズ第17話 / NHK Eテレ） - 歌唱

### インターネット動画
- WeSongCycle「ふたりのダンス」（2020年8月8日、YouTube）[24][25]

## 作品

### CD
- Gen•Rin 1st Album『EPIKOS』（2021年5月17日、キューブ）